# Rosario de la Frontera
Rosario de la Frontera és una població del nord-oest de l'Argentina a la província de Salta. Fundada l'any 1874, està situada a una altitud de 770 metres sobre el nivell del mar. Segon el cens del 2022 hi viuen 33.809 habitants.

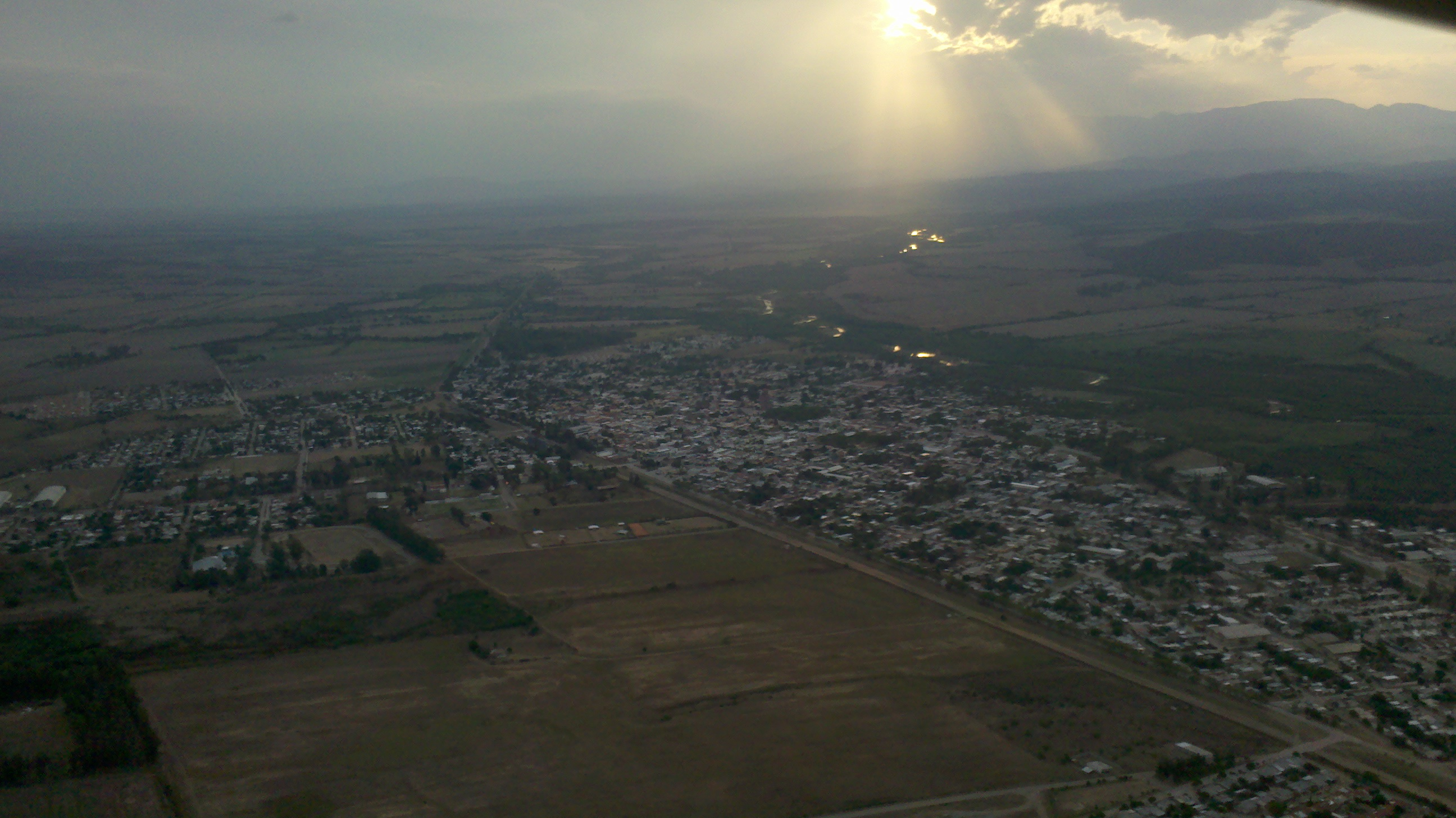
Rosario de la Frontera vist des de l'aire.

Es troba a 135 km de la ciutat de San Miguel de Tucumán, a 446 km de la ciutat de Tartagal, a 367 km de la ciutat d'Orán i a 180 km de la capital provincial, Salta.

## Termes
Rosario de la Frontera se la coneix com "La Ciutat Termal" per les seves termes amb nou tipus d'aigües. Una de les quals, el vessant d'aigua Sulfurosa, aconsegueix una temperatura de 90 °C.
Ja a l'època precolombina, els vessants eren visitats pels antics aborígens de les ètnies pazioca i lule els qui coneixien les seves qualitats terapèutiques i vigoritzants. Després de la invasió Inca-quítxua de 1480 va ser comú que se'n digués Inti Yaku (‘aigua del Sol’ en quítxua, sent inti: ‘sol’, i yaku: ‘aigua’). Després, el 1535, els conqueridors espanyols van redescobrir les càlides aigües surgents i van comprovar els seus efectes beneficiosos.
Els jesuïtes i els gautxos de Güemes van utilitzar aquestes aigües.
Els anys 1772 Filiberto Mena, 1817 Bruland i Aimée Bonpland, 1817 el francès Mornraux, 1826 l'anglès Sir Edmund Temple i 1855 el francès Martín de Moussy van descobrir que hi havia més d'una aigua termo-mineral. A la fi van ser nou tipus diferents les aigües descobertes i analitzades.
En 1874 la seva fama va arribar al metge català Antoni Palau i Queralt qui es va traslladar des de la ciutat de Tucumán per a conèixer-les. Posteriorment va arrendar les terres que pertanyien a Melchora Figueroa i Goyechea de Cornejo i finalment es va instal·lar en unes senzilles carpes el dia 1 d'abril de 1880.
A principis del segle XX es va construir un balneari i un hotel, que va allotjar a presidents i visitants estrangers, el disseny i la construcció dels quals va estar a càrrec dels arquitectes de Salamanca Manuel i José Graña, respectivament pare i fill.
L'any 1904 l'Aigua Mineral Palau de Rosario de la Frontera obtingué el 1r Premi en l'Exposició Universal de Saint Louis, EE. UU., com la millor aigua mineral del món. Com a part d'aquesta exposició es realitzaren els primers Jocs Olímpics en continent americà.
L'any 1921 va arribar fins al lloc el ferrocarril.

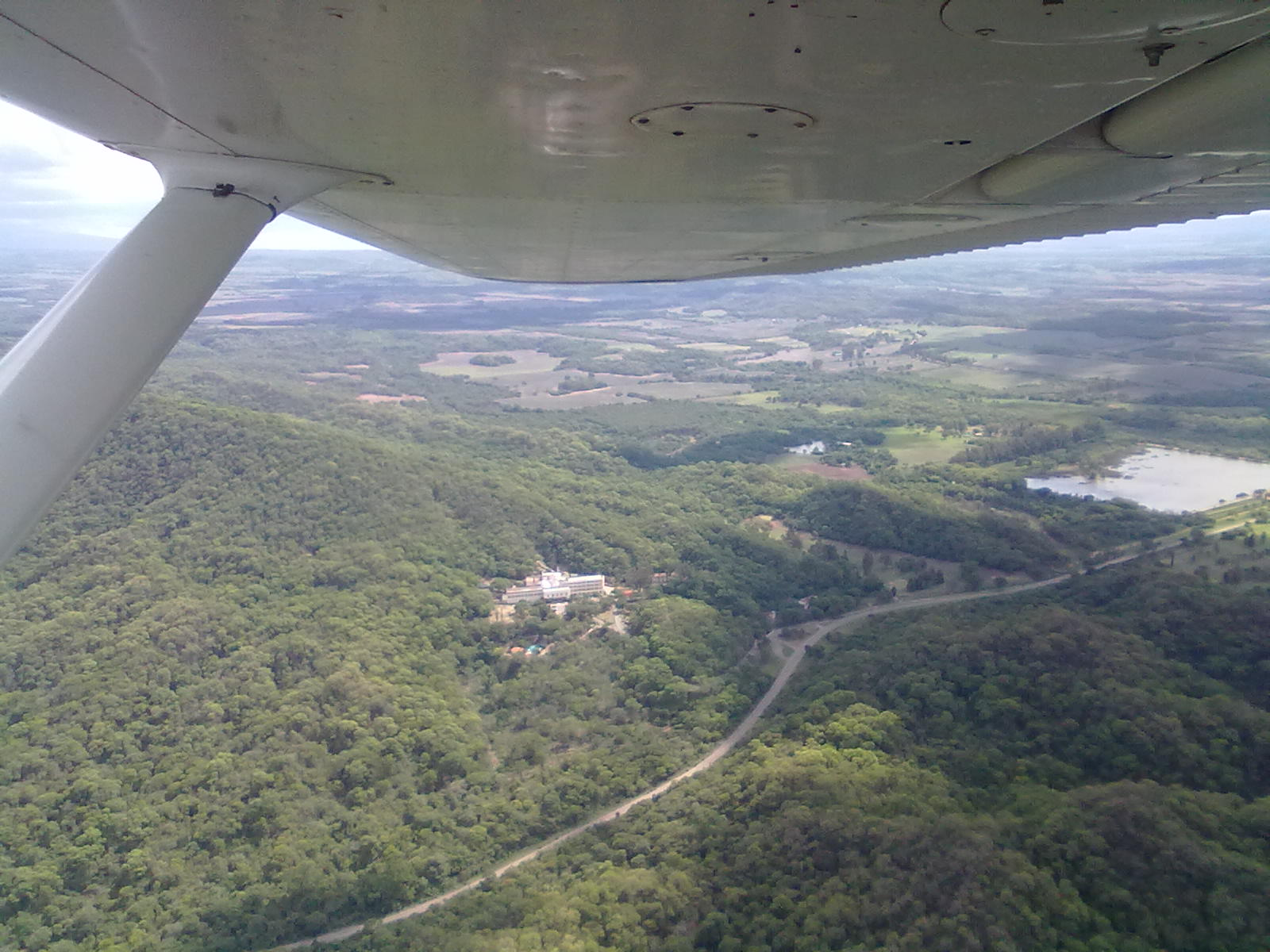
Hotel Termes vist des de l'aire.

## Turisme
Rosario de la Frontera es troba a 180 km al sud de Salta i a 135 km al nord de Tucumán, envoltada per més de 10000 ha de turons i boscos.
L'establiment hoteler més destacat és l'Hotel Termes que disposa d'un pavelló de banys termals, oferint diferents teràpies i tractaments.